# Hynobius leechii
Hynobius leechii é uma espécie de anfíbio caudado pertencente à família Hynobiidae. Pode ser encontrada na República Popular da China, Coreia do Sul e Coreia do Norte.